# كأس النرويج 1938
كأس النرويج 1938 (بالنرويجية: Norgesmesterskapet i fotball for menn 1938)‏ هو الموسم 37 من كأس النرويج. أشرف على تنظيمه اتحاد النرويج لكرة القدم، وفاز فيه نادي فريدريكستاد.